# Тіруковіл-03
Грама Ніладхарі Тіруковіл-03 (№ TK/1O/2) — Грама Ніладхарі підрозділу ОС Тірукковіл, округ Ампара, Східна провінція, Шрі-Ланка.

## Демографія
| Населення (2007) | Населення (2007) | Населення (2007) | Населення (2007) | Населення (2007) |
| Населення        | Чоловіки         | Жінки            | Діти             | Дорослі          |
| ---------------- | ---------------- | ---------------- | ---------------- | ---------------- |
| 1506             | 710              | 796              | 552              | 954              |